# 4322 Billjackson
4322 Billjackson eller 1981 EE37 är en asteroid i huvudbältet som upptäcktes den 11 mars 1981 av den amerikanska astronomen Schelte J. Bus vid Siding Spring-observatoriet. Den är uppkallad efter William M. Jackson.
Asteroiden har en diameter på ungefär 3 kilometer.